# Johan Carl Joensen
Johan Carl Joensen (* 25. September 1857 in Tórshavn; † 2. Oktober 1907 ebenda) war ein färöischer Kaufmann, Historiker und kommissarischer Inspektor in Grönland.

## Leben

### Frühes Leben
Johan Carl Joensen war der Sohn des Bauern und Kaufmanns Niclas Joensen (1824–?) und seiner Frau Susanne Larsen (1836–?). Er wuchs ab etwa 1867 beim Kaufmann Hans Wilhelm Reinert und seiner Frau Johanne Cathrine Larsen, der Tante seiner Mutter, in Vestmanna auf. 1874 kam er in die Lehre in der färöischen Abteilung der Handelsfirma des ursprünglich aus Hamburg stammenden und nach Island ausgewanderten Carl Franz Siemsen. Dort erhielt er auch Unterricht in Deutsch und Englisch.

### Erste Jahre in Grönland
Nach sechs Jahren Ausbildung und Arbeit zog er im April 1880 nach Kopenhagen, wo er am 24. Juni in der Buchhaltung von Den Kongelige Grønlandske Handel angestellt wurde. Am 2. März 1881 wurde er zum Volontär ernannt und nach Grönland gesandt, wo er in Sisimiut angestellt wurde. 1883 wechselte er nach Aasiaat. Im Juni 1884 wurde er nach Qeqertarsuaq versetzt, kehrte aber schon im September desselben Jahres nach Aasiaat zurück. Am 6. Februar 1885 wurde er zum Handelsassistenten befördert. Und durfte vom 1. Juni bis zum 17. Juli die Kolonie kommissarisch verwalten, bevor er kommissarisch die Verwaltung der Loge in Qeqertarsuaq übernahm. 1886 wurde er kommissarisch zum Kolonialverwalter in Qasigiannguit ernannt und setzte seine Arbeit ab 1887 als Handelsassistent fort. 1888 wurde er jedoch wieder kommissarischer Kolonialverwalter, diesmal in Uummannaq. Von 1889 bis 1890 erhielt er ein Jahr Heimaturlaub. Dabei heiratete er am 1. Mai 1890 im Skæve Sogn Amalie Müller (1866–?), Tochter des Sysselmanns Hans Christopher Müller (1818–1897) und seiner Frau Maren Christine Olsen (1829–1898). Ihre Brüder Rasmus Müller (1854–1917) und Poul Müller (1861–1901) waren seit 1875 bzw. 1883 ebenfalls in Handelsdiensten in Grönland tätig, während der Bruder Sørin Emil Müller (1856–1922) Bürgermeister von Tórshavn wurde. 1891 kam auch der Cousin seiner Frau, Johan Christian Evensen (1870–1913), ein Sohn des Politikers Joen Peter Evensen (1837–1924) und seiner Frau Amalie Sophie Christine Olsen (1833–1908), in Handelsdiensten nach Grönland.

### Spätere Jahre in Grönland
Nach seiner Rückkehr wurde er kommissarisch zum Kolonialverwalter in Nuuk ernannt und vertrat zugleich den heimgekehrten Carl Ryberg als Inspektor von Südgrönland. 1891 wurde er nach Nordgrönland versetzt, um in Qasigiannguit wieder kommissarischer Kolonialverwalter zu werden, während Conrad Poul Emil Brummerstedt das kommissarische Inspektorenamt übernahm. Anfang 1892 wechselte er nach Aasiaat und wurde dort am 22. Februar nach elf Jahren in Grönland erstmals fest als Kolonialverwalter angestellt. Nachdem Niels Alfred Andersen 1896 heimreiste, übernahm Joensen kommissarisch diesmal das Inspektorenamt in Nordgrönland. 1897 ließ er sich selbst beurlauben. Bei diesem Aufenthalt entstand die 45-sekündige Filmaufnahme Kørsel med Grønlandske Hunde von Peter Elfelt, bei der man Joensen als Hundeschlittenführer im Fælledparken in Kopenhagen sehen kann. Dieser Film war der erste jemals in Dänemark aufgenommene. Im September 1898 kehrte er nach Grönland zurück und vertrat den weiterhin beurlaubten bzw. zurückgetretenen Andersen. Nachdem dessen Rücktritt angenommen war, wurde Joensen am 25. Februar 1899 offiziell kommissarisch zum Inspektor ernannt, bis Jens Daugaard-Jensen das Amt im Sommer 1900 übernahm. Daraufhin wurde Joensen nach Uummannaq versetzt. Von 1902 bis 1904 war er beurlaubt und kehrte nicht nach Grönland zurück, sondern ließ sich pensionieren.
Während seiner Zeit in Grönland beschäftigte er sich intensiv mit Personalgeschichte. Er verfasste ein Manuskript mit Listen der Angestellten in Handel und Mission in Grönland seit der Kolonialisierung bis etwa 1900 inklusive eines biografischen Lexikons aller dieser Personen. Dieses diente als Vorlage für Hother Ostermanns Personallisten und biografisches Lexikon im 1921 erschienenen Grønland i tohundredeaaret for Hans Egedes landing. Beide wurden später von Leif Vanggaard zusammen mit Hother Ostermanns übrigen Biografien für das digitale Biografisk Leksikon for Grønland des Arktisk Institut genutzt. Das nie veröffentlichte Manuskript ist seit 2022 auf Wikimedia Commons öffentlich zugänglich.
Johan Carl Joensen starb drei Jahre nach seiner Pensionierung im Alter von 50 Jahren. Er war neben Claus Bendeke und Carl Peter Holbøll einer von dreien, die sowohl in Nord- als auch in Südgrönland das Inspektorenamt ausfüllten.